# Parlement van Equatoriaal-Guinea

Wapen van Equatoriaal-Guinea

Het Parlement van Equatoriaal-Guinea (Spaans: Parlamento de Guinea Ecuatorial, Frans: Parlement de Guinée équatoriale) bestaat uit twee Kamers:
- Kamer van Afgevaardigden (Cámara de los Diputados/Chambre des députés) - lagerhuis: 100 leden;
- Senaat (Senado/Sénat) - hogerhuis: 70 leden